# 観光業
観光業（かんこうぎょう）あるいは観光産業（かんこうさんぎょう、英: tourism）とは、観光に関連する業種や産業の総称である。
具体的には、旅行会社、観光向け旅館・ホテル等、飲食業、観光向けの運輸業（航空会社、バス会社・タクシー会社等）、お土産や名産品の製造業、観光地の娯楽・レジャー産業など極めて多岐にわたる業種・産業を指す。
観光業、観光産業を明確に定義することは、実は難しい。というのは、他の産業とは異なって目に見えてわかるような明確な製品（product）は無いからである。そもそも観光というものが「旅行のうち、ビジネス目的や健康目的でないもの」とか「滞在が1年以下のもの」などというように、「～でないもの」という形で消去法的に定義せざるを得ないような性質のものであるからでもある。
観光業はさまざまな産業にまたがるようにして存在しているので、日本標準産業分類でもひとつの業種として分類はされていない。第三者からは旅との区別が明確ではなく、結果として統計では便宜上「旅行・観光産業」(travel and tourism)などと旅行業と観光業をひとまとめにしてしまうことも多い。

## 概要
観光に関連するさまざまなサービスや物品を提供している業種や産業である。人々の余暇活動や宗教活動による消費で支えられているという面を持つ。
観光業を国の主要産業として位置づけている国も多い。外国からの観光客を受け入れることに成功し、外国人観光客が国内で消費行動をとってくれれば、国としては外貨を獲得できる。例えばフランスには年間7,600万人（2003年）の観光客が訪れ、地元の観光業界に莫大な金額を落としていってくれる。フランス政府から見ると、フランス・フラン以外の通貨が大量にもたらされることになり、その外貨を使ってさまざまな国の政府や他国の業者との決済をすることができる。外貨の獲得量は国の運営に大きな影響を及ぼす。したがって観光業は国家財政上の極めて重要な業種の一つとなっており、多くの国や地域で観光業の成長が図られており、各国の政府が観光局を設置し、世界各国に配置した出先事務所を通じて自国の観光地やツアーに関する広報活動を進めている。
統計
世界全体のGDPに占める旅行・観光産業が占める割合は、2000年から2019年までいずれの年もほぼ一定で、およそ10%前後（9%から11%程度）だった。（ただし2020年はコロナ禍の影響で、対GDP比で5%にまで落ち込んだ。）
「レジャートラベル」（leisure travel レジャー目的の旅行）という切り口で統計をとると、その世界全体の規模は、2000年時点で1兆9000億米ドル規模で、毎年右肩上がりに増加してゆき、2019年時点ではおよそ4兆7000億米ドル規模にまで成長していた。大局的、世界的に見て、レジャー目的の旅行（≒観光旅行）は成長産業なのである。（ところが、2020年はコロナ禍の影響で半減し、2兆3000億米ドルまで落ち込んだ）。
日本
1990年代後半には日本の製造業に大きな蔭り（かげり）が生じ、2000年ころには世界の製造業の中心地は中国や韓国のほうにシフトしつつあることは明らかになっていた。日本政府は国の経済を支える別の柱、外貨獲得源となる産業の選定や育成が急務となった。2002年のサッカー・ワールドカップ開催を契機に、外国人旅行者の増加を目指す「グローバル観光戦略」を策定。国土交通省がビジット・ジャパン・キャンペーンを展開し、2010年までに訪日客を倍増させる計画（1,000万人）を立てた。2017年3月に「観光立国推進基本計画」の改定案が閣議決定され、東京オリンピック開催の2020年に、訪日客数4000万人・インバウンド消費8兆円・地方のインバウンド宿泊7000万人泊といった目標を掲げた。
特徴
- 観光業の発展で多くの観光客が訪れるようになると、宿泊や運輸、飲食、旅行業など様々な分野での経済活動が活発になり、経済波及効果が高い。
- 元々その地域に存在する自然や史跡などを利用できる。また小規模であっても産業として成立しうる。
- 多くの工業と異なり、従業員は高度な技術水準を求められない。
- 国外から観光客を集めることができれば、国家運営の鍵となる外貨を獲得することが出来る。
- 世界各地から観光客を集めることが可能になれば、国内景気に左右されにくい産業となる。
- 観光客が訪れた観光地に好印象を持ってもらえれば、その地のイメージが向上し、観光客が帰国した後も観光地の食品や物品を通販などで購入してくれるようになる。特に食品は繰り返し消費するものであり、リピート購入してくれるようになる。（ちなみに日本の食品の世界における認知度も年々上がってきており、日本の食品の輸出は2021年でとうとう1兆円を超えた[5][6]）。

## 課題
- 観光業はたいていピーク時と閑散期の業務量に大きな差があるが、変動する業務量に応じていかにしてマンパワーを調整し経営を成り立たせ、同時にどのようにして従業員の立場も尊重して彼らの収入や人生設計も成立させるか。休日と平日の極端な人出の差を減らすために、平日に観光地に行く人々をいかにして増やすか。高齢化社会で高齢者の数が圧倒的に多くなった社会では、いかにして定年後の人々がもっぱら平日に観光地に行くように誘導するか。いかにして政府に働きかけて人々の働き方改革を進めさせて働き盛りの人々も含めて人々がもっと分散して休むような社会に変革させるか。
- 世界の多様な食習慣を持つ観光客の必要に応える食事をいかに提供するか。端的に言うと、世界的に人口の多いムスリム（イスラーム教徒）の観光客のためにハラールの食事を選べるように、どのようにハラール食のルールを研究し、どのようにしてハラール認証を得たハラール料理を用意しておくか。また世界的に増えているベジタリアンが食べられる料理もメニューの中にいかにして加えるか。ユダヤ教徒の観光客の割合は観光客全体の中では小さいものの、それでもユダヤ人観光客はそれなりの数いるわけだが、彼らの食のルールに沿ったカシェルな食事は用意すべきなのか？ それとも特に用意する必要はないのか？　もし用意するならどのようにすればそれを用意できるか（たとえば近年、飛騨高山市などではユダヤ人観光客が増えており、第二次世界大戦中に多くのユダヤ人を救った杉原千畝の生誕の地を日本で訪問するコース上にたまたま飛騨高山があるからだという[7]。）。